# Alekséi Bobrov
Alekséi Vladímirovich F. Ch. Bobrov ( cirílico Алексей Владимирович Ф. Ч. Бобров ( * 1969 - ) es un botánico, y explorador ruso. Pertenece como investigador a la "Facultad de Geología", de la Universidad Estatal de Moscú.
- La abreviatura «A.V.Bobrov» se emplea para indicar a Alekséi Bobrov como autoridad en la descripción y clasificación científica de los vegetales.[2]